# Cratère de Mistassini-Otish
Le cratère de Mistassini-Otish est un astroblème, actuellement considérée hypothétique, qui aurait été provoqué par la collision d'un astéroïde d'une soixantaine de kilomètres avec la terre il y a environ 2,2 milliards d'années. Ce cratère serait situé dans la province de Québec, au Canada.
L'existence de ce cratère —qui serait plus grand que le dôme de Vredefort— est notamment soutenue par le géologue Serge Genest, qui en aurait fait la découverte, ainsi que par les recherches de Francine Robert et de Normand Goulet. D'autres experts renommés de la communauté scientifique internationale, dont le géologue Gordon Osinski, jugent toutefois qu'il est trop tôt pour conclure à la véracité scientifique de l'hypothèse d'un impact météoritique majeur.
Le lac Mistassini dessine un arc de cercle avec le lac Albanel. Le massif des monts Otish suit la même courbure. Le cratère ferait minimum 600 km de diamètre. Pour comparaison, le dôme de Vredefort, le plus grand cratère sur Terre connu à ce jour, fait seulement 300 km de diamètre. L'astéroïde aurait frappé au Nord-Est du lac St-Jean et aurait créé un gigantesque cataclysme. 